# Alexandrina von Balazar

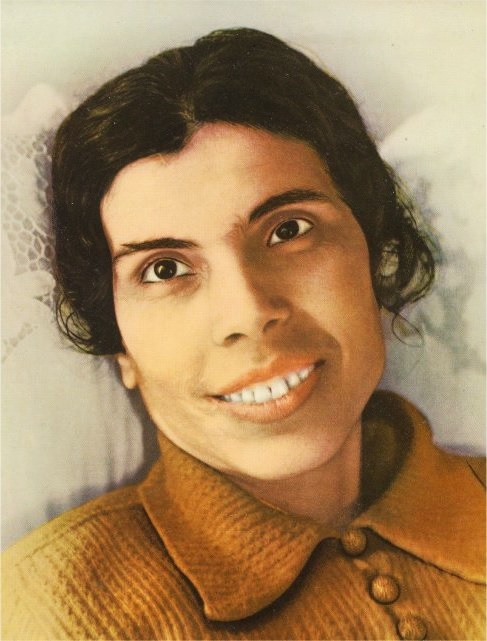
Alexandrina von Balazar

Alexandrina Maria da Costa (* 30. März 1904 in Gresufes, Gemeinde Balazar; † 13. Oktober 1955 ebenda) war eine portugiesische Mystikerin und Zeitgenossin von Therese Neumann.
1944 schrieb sie sich unter ihrem geistlichen Begleiter Don Umberto Pasquale SDB in die Vereinigung der Salesianischen Mitarbeiter Don Boscos (SMDB) ein.
Es wird über sie berichtet, dass sie mit vierzehn Jahren einer Vergewaltigung durch einen Sprung durch ein Fenster entgangen und seither gelähmt gewesen sei. Ihre Leiden habe sie als mystische Grundhaltung für die Bekehrung der Sünder und den Frieden in der Welt aufgeopfert. Wie bei anderen Mystikern wird überliefert, dass sie über Jahre hinweg nur den Leib Christi als Nahrung zu sich genommen habe. Zu den Ärzten, die Alexandrina untersuchten und betreuten, gehörte Abílio Garcia de Carvalho. Abílio Garcia de Carvalho, ein glühender Anhänger der klerikalfaschistischen Diktatur des Estado Novos von António de Oliveira Salazar, war maßgeblich an der Verbreitung des Kultes um die Mystikerin beteiligt.
Ihr Grab in der Parochialkirche von Santa Eulália von Balazar war bald nach ihrem Tode ein begehrtes Pilgerziel.

## Seligsprechung

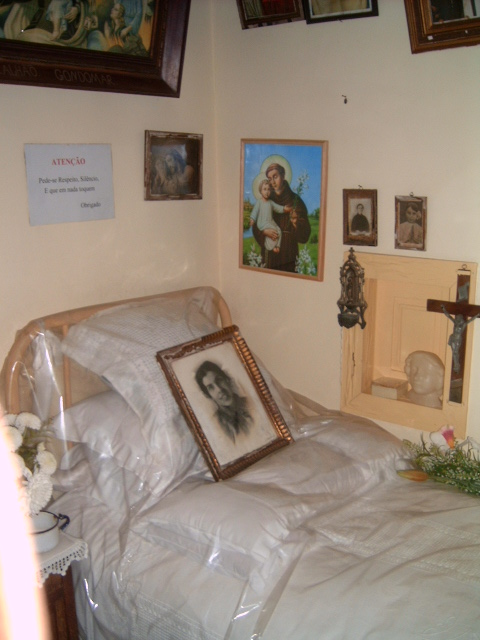
Das Bett von Alexandrina – heute

Sie wurde von Papst Johannes Paul II. am 25. April 2004 seliggesprochen.